# Gäckande skuggan på nya äventyr!
Gäckande skuggan på nya äventyr! (engelska: Shadow of the Thin Man) är en amerikansk spelfilm från 1941. Det var den fjärde filmen som gjordes om Dashiell Hammetts romanfigurer Nick och Nora. Myrna Loy lämnade Hollywood efter denna film för att arbeta för Röda korset i andra världskriget, men återkom till filmen när kriget var slut 1945.

## Handling
Nick och Nora ser fram emot en avkopplande dag på hästkapplöpningsbanan. Men när en jockey hittas skjuten till döds dras de båda in i en spelhärva.

## Rollista
- William Powell – Nick
- Myrna Loy – Nora
- Barry Nelson – Paul Clarke
- Donna Reed – Molly Ford
- Sam Levene – Abrams
- Alan Baxter – 'Whitey' Barrow
- Henry O'Neill – major Jason I. Sculley
- Stella Adler – Claire Porter / Clara Peters
- Louise Beavers – Stella
- Skippy – Asta